# Колтунов Ігор Сергійович
Ігор Сергійович Колтунов (1986) — український журналіст та телеведучий, журналіст програми «Гроші» на телеканалі «1+1».З листопада 2020 року — депутат Київської обласної ради

## Біографія
Народився 1986 року в Харкові. У 2008 році закінчив відділення журналістики Харківського національного університету ім. В. Н. Каразіна. Працював кореспондентом, випусковим редактором і ведучим новин на харківських телеканалах.
- З 2011 по 2013 рік був журналістом програми «Агенти впливу» на телеканалі «НТН».
- З 2013 року був журналістом програми «Гроші» на телеканалі «1+1».
- З 2017 року ведучий програми «Бандерлоги» на телеканалі 2+2.
- Проходив стажування на телеканалі CBS та в газеті Washington Post у Вашингтоні і Нью-Йорку (США).
- Член International Federation of Journalists.

У жовтні 2020 року обраний до Київської обласної ради від партії «Слуга народу».
Внесений до бази сайту «Миротворець». Його звинувачують у маніпулюванні суспільно значущою інформацією, свідомому поширенні хибної інформації, агресивному переслідуванні невинного на замовлення невстановлених осіб, а також у грубому порушенні правил журналістської етики.
Зокрема, Колтунов зводив наклеп на колишнього нардепа Олега Барну, який загинув, захищаючи Україну від агресора. Суд визнав Колтунова винним і ухвалив рішення публічно вибачатися перед сім'єю покійного.
Постанова набула чинності, але Колтунов її ігнорує.
Крім того, 17 жовтня під час голосування облрадою щодо призупинення повноважень депутатів від проросійської партії ОПЗЖ та усунення їх від прийняття рішень, який був присутній у сесійній залі Колтунов під час голосування раптово «зник», чим фактично підтримав проросійську політсилу. Роздруківки результатів голосувань  та фото у його соцмережах  показують, що до та після розгляду цього питання він справно голосував.

## Резонансні матеріали
У 2013 році на знак протесту через бездіяльніяльність Національної спілки журналістів України спалив своє посвідчення члена НСЖУ.
Автор документального фільму «Автомаразм», що вийшов на телеканалі 1+1 і був присвячений порівнянню цін на вживані авто в Польщі, Литві та Україні. Фільм, разом з аналогічним сюжетом програми «Гроші», подивилися понад мільйон телеглядачів та близько 150 тисяч інтернет-користувачів в youtube.
Громадський резонанс сюжету Ігоря Колтунова та наполеглива робота небайдужих українців сприяла тому, що Верховна Рада України проголосувала у другому читанні законопроект 3251 щодо зниження акцизу на вживані іномарки з Європи. Проте закон був заблокований. На прес-конфернції Президента України Ігор Колтунов про можливість накладання вето на «автозакон». Згодом закон був підписаний Петром Порошенком та вступив у дію 1 серпня 2016 року.
Навесні 2016 року в ефір телеканалу 1+1 виходить проект «Секретні матеріали», присвячений декомунізації та східноєвропейському досвіду боротьби з комуністичним спадком. Одним із експертів у фільмі виступає українська письменниця Оксана Забужко.
Відеоблог «70 % українців за межею бідності»
Також втілив у життя скандальний експеримент із роздаванням «гуманітарної допомоги» від партії «Єдина Росія» в Києві. Соціальний експеримент мав на меті продемонструвати поведінку людей, перед якими постало питання вибору між патріотизмом та можливістю безкоштовно отримати їжу. Сюжет переглянуло понад 270 тисяч інтернет-глядачів.
Автор сюжету з Героєм України Надією Савченко. В матеріалі йдеться про готовність нардепа Савченко мати спільні справи з ватажками невизнаних сепаратистських республік.
Розслідування про аграрне лобі в Парламенті та мільярди гривень, втрачених на дотаціях аграрним олігархам. Матеріал про бізнес-імперію Юрія Косюка.
У 2018 автор матеріалу про контрабанду цигарок. Один з фігурантів, людина, наближена до «родини Балог», народний депутат України Василь Петьовка.
Автор розслідування про незадеклароване майно нардепа Євгена Рибчинського. Будинок в Місті Істон, штаті Коннектикут. Після сюжету нардеп стане фігурантом справи НАБУ.
Восени 2018 року автор резонансного експерименту. Народним депутатам України відправлялися СМС нібито з номера Ігоря Кононенко з пропозицією отримати 50 тисяч доларів за потрібне голосування. За твердженням ведучих з десятка адресатів відповіло троє. Олександр Бакуменко, Олександр Герега та Олег Барна і останній погодився на пропозицію. Згодом картка Барни голосуватиме в Раді [Архівовано 4 березня 2022 у Wayback Machine.] і в той час, коли фізично він буде знаходитися за кордоном. Ігор Колтунов фізично перешкоджав Олегу Барні потрапити до будівлі Верховної Ради і після запитання Ігоря Колтунова про «кнопкодавство» Олег Барна, використовуючи ненормативну лексику, в грубій формі відповів журналісту. Випадок мав великий резонанс у суспільстві. Барну неодноразово запитували про причини його поведінки. Було скликано регламентний комітет Верховної Ради України та комітет зі Свободи Слова ВРУ. Барна неодноразово пробував ініціюівати позбавлення акредитації у ВР журналіста Ігоря Колтунова, проте його вимоги було відкинуто колегами-нардепами.
Після скандалу І.Колтунова з О.Барною Володимир Зеленський оголошує всеукраїнський флешмоб «Ідіть у ср*ку» проти хамства у політиці.
У Парламент 9 скликання Олег Барна не потрапив. Вже після загибелі у бою, Олег Барна виграв суд за позовом щодо захисту честі, гідності та ділової репутації проти Ігоря Колтунова.
Центр дослідження ознак злочинів проти національної безпеки України, миру, безпеки людства та міжнародного правопорядку Центр «Миротворець», який у своїй роботі особливу увагу приділяє проявам терористичної та сепаратистської діяльності на території України, вніс Колтунова Ігоря Сергійовича до своєї бази, як провокатора, що маніпулює суспільно значущою інформацією.
Автор електронної петиції на сайті ВРУ щодо обов'язкового проходження чиновниками та народними депутатами психіатричної експертизи.
Прихильник легалізації вогнепальної зброї.
Учасник акції на підтримку полонених українських моряків під будівлею ООН у Нью-Йорку (26 листопада, 2018)
14 червня 2021 року під час пресконференції завдав тілесних ушкоджень речниці радника київського міського голови з правових питань Олексія Шевчука Олені Ларіній.

## Сюжети
- Как воруют на «Укрзалізниці» (2012, «Агенти впливу»)
- Кому вигідний післяреволюційний синдром? (2014, «Гроші») [Архівовано 19 січня 2015 у Wayback Machine.]
- Чому досі не оприлюднили «чорну» бухгалтерію Януковича (2014, «Гроші») [Архівовано 19 січня 2015 у Wayback Machine.]
- Вадим Тітушко підтримує Євромайдан і шокований звірствами «Беркута» (2014, «Гроші») [Архівовано 19 січня 2015 у Wayback Machine.]
- Українські сенсації. Жахи полону (2014, «Гроші») [Архівовано 29 листопада 2018 у Wayback Machine.]
- Пригоди «ДНРівця» в Росії: зухвалий експеримент (2016, «Гроші») [Архівовано 22 листопада 2017 у Wayback Machine.]
- Хто буде розігрівати публіку на 9 травня у «ЛНР» та «ДНР»? (2016, «Гроші») [Архівовано 27 серпня 2016 у Wayback Machine.]
- Чи вигідно бути в Україні письменником? (2016, «Гроші») [Архівовано 4 березня 2022 у Wayback Machine.]
- Скільки коштує голос нардепа? (2018, «Гроші»)
- Як нардеп Барна одночасно голосував в Раді і перебував у Польщі (2018 «Гроші») [Архівовано 4 березня 2022 у Wayback Machine.]
- Регламентний комітет ВРУ щодо поведінки нардепа О.Барни (2018 ТСН)
- Нардеп Барна вимагає позбавити акредитації журналіста Колтунова (2018, ТСН)
- Нардеп проти журналіста (2018, ТСН)
- Флешмоб Зеленського після конфлікту Колтунова з Барною (2018, ТСН)
- Мокрик По Живому. Олег Барна в гостях у студії Громадського (2019, Громадське ТВ)
- Контрабанда цигарок. Василь Петьовка (2018, «Гроші»)
- Незадеклароване майно нардепа Рибчинського в США (2018, «Гроші»)
- Савченко передає привіт Олександру Захарченко. (2017, «Гроші»)
- Інтерв'ю Ігоря Колтунова Олександру Іваницькому (червень 2019, «Лабуряки»)
- Ведучий Ігор Колтунов. «Бандерлоги» випуск 39 (жовтень, 2017, 2+2)
- Аграрна мафія в парламенті (2018, «Гроші»)
- Блог Ігоря Колтунова щодо легалізації вогнепальної зброї. (2017, ВідеоТека)

## Нагороди та відзнаки
- 2012 — лауреат премії Асоціації правників України PRAVISSIMO в номінації «Відеорепортаж»[18].
- 2012 — переможець конкурсу журналістських розслідувань, організованого сайтом «Українська Правда» і Посольством США в Україні[19].
- 2013 — переможець конкурсу «Честь професії» у номінаціях «Найкраща подача резонансного матеріалу» та «Найкращий матеріал про захист прав людини в Україні»[20].